# Khao Chamao (huyện)
Khao Chamao (tiếng Thái: เขาชะเมา) là một huyện (amphoe) của tỉnh Rayong, phía đông Thái Lan.

## Lịch sử
Tiểu huyện (king amphoe) đã được tách ra từ Klaeng district on Ngày 31 tháng 5 năm 1993.
Theo quyết định của chính phủ Thái Lan ngày 15 tháng 5 năm 2007, tất cả 81 tiểu huyện đều được nâng thành huyện. Với việc đăng công báo hoàng gia ngày 24 tháng 8, quyết định này trở thành chính thức
.

## Địa lý
Các huyện giáp ranh (từ phía bắc theo chiều kim đồng hồ) là: Bo Thong của tỉnh Chonburi, Kaeng Hang Maeo của Chanthaburi Province, và Klaeng và Wang Chan của tỉnh Rayong.

## Hành chính
Huyện được chia ra thành 4 phó huyện (tambon), các đơn vị này lại được chia thành 21 làng (muban). Không có khu vực đô thị, có 4 Tổ chức hành chính tamobon.
| STT. | Tên           | Tên Thái | Số làng | Dân số |  |
| ---- | ------------- | -------- | ------- | ------ |  |
| 1.   | Nam Pen       | น้ำเป็น    | 7       | 7.025  |  |
| 2.   | Huai Thap Mon | ห้วยทับมอญ | 8       | 7.419  |  |
| 3.   | Cham Kho      | ชำฆ้อ     | 9       | 5.650  |  |
| 4.   | Khao Noi      | เขาน้อย   | 5       | 2.338  |  |